# Nephrodium sanctum
Nephrodium sanctum là một loài thực vật có mạch trong họ Dryopteridaceae. Loài này được (L.) Baker miêu tả khoa học đầu tiên năm 1867.